# 山口県文書館
山口県文書館（やまぐちけんもんじょかん）は、山口県が設置している公文書館。1959年（昭和34年）に開館した日本最初の公文書館である。所在地は山口市後河原150-1にあり山口県立山口図書館2階に併設されている。

## 概要
約44万点の史料・公文書・記録を所蔵している。貴重な史料、特に長州藩史研究の上で不可欠な文書を多数収蔵していることが特徴的である。主要な収蔵文書には毛利家文庫、徳山毛利家文庫、大村益次郎文書、国司家文書、周布家文書、県庁文書などがある。その他、厳島の戦いを描いた『芸州厳島御一戦之図』や吉田松陰処刑直前の『吉田松陰絶筆』（此程に　思定めし　出立ハ　けふきくこそ　嬉しかりける）、鎌倉末期の『長門国正吉郷入江塩浜絵図』などの収蔵品もある。

## 沿革
山口県立図書館には、戦前から山口県庁の行政文書や県庁県史編纂所が収集した古文書などが所蔵されていた。そうした中で、1952年（昭和27年）に旧長州藩主毛利家から約5万点の藩政文書（毛利家文書）が山口県へ寄託されることとなり、とりあえず県立図書館へ保管されることとなった。
当時、県立図書館長だった鈴木賢祐（まさち）は、これらの厖大な史料を死蔵させることなく活用・公開すべきと考え、欧米諸国に見られる公文書館（アーカイブス、archives）に着目した。鈴木は図書館司書らと欧米の関係論文を訳出するなど、積極的に公文書館構想を立案していき、知事小沢太郎の理解を得ることに成功し、1959年（昭和34年）3月31日、日本最初の公文書館として県立図書館内に山口県文書館が開設された。
山口県文書館は、公文書館ではなく文書館（もんじょかん）を称しているが、現在・未来の行政文書（ぶんしょ）と過去の古文書（こもんじょ）をつなぎ合わせることを目的として、この名称が採用された。
1960年（昭和35年）には、毛利藩政期に編纂された『防長風土注進案』の復刻刊行が始められた。『注進案』は長州藩史研究の基礎史料となっている。また、1966年（昭和41年）からは同じく長州藩史の基礎史料である『萩藩閥閲録』の復刻刊行も始まり、以降、基礎史料の刊行が山口県文書館の特徴的な事業として定着していった。また、山口県内の各地に伝来する古文書や県庁・市役所・町村役場の行政文書の蒐集にも精力的に取り組んでいる。
1964年（昭和39年）に国立史料センター構想が出現した際には、山口県文書館は同構想を中央偏重主義として非難し、全国的な公文書館設置運動を主導し、その結果、埼玉県などで公文書館設置の動きが加速した。
1973年（昭和48年）、文書館は県立図書館とともに新館舎（山口市後河原）へ移転した。1990年代からは学校教育、古文書学習の支援にも積極的に取り組んでいる。

## 施設概要
- 所在地：山口県山口市後河原150-1、県立山口図書館･点字図書館等と併設[1]
- 構造：RC
- 階層：地上3階、地下1階（2階と地下を利用）
- 文書館面積：1,232 ㎡（利用者ゾーン 209 ㎡、業務ゾーン 235 ㎡、書庫（地下 2 層・新書庫））

## 文化財
- 重要文化財（国指定）
  - 有光家文書（121通）・長門国正吉郷入江塩浜絵図 [2]
  - 大内版法華経板木 59枚[3]
  - 山口県行政文書 県庁文書12,597点、郡役所文書952点[4]
- （以下の重要文化財は寄託品）
  - 熊谷家文書（255通）13巻[5]
  - 日明貿易船旗1旒（万暦十二年十月吉日）・高洲家文書127通[6][7][8]
  - 過所船旗1旒（天正九年四月廿八日）・能島村上家文書203通[9][10]

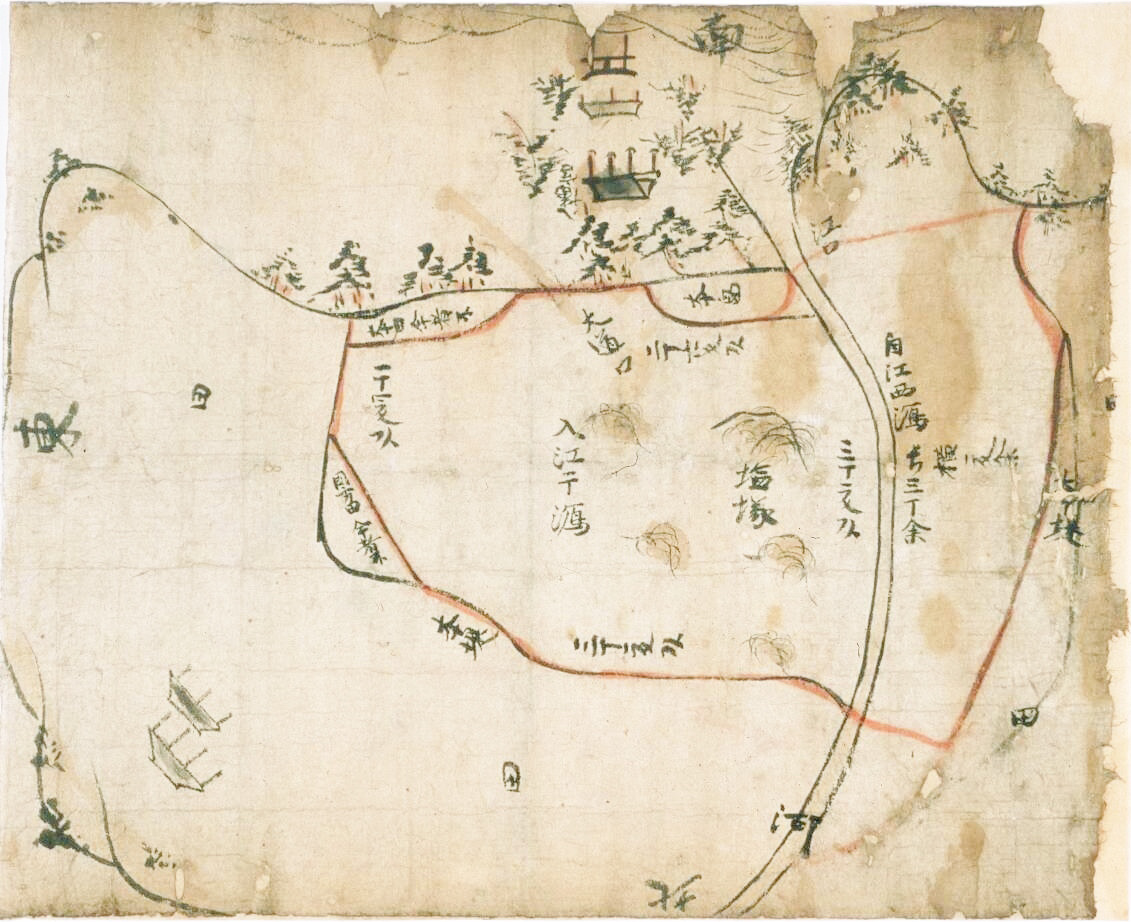
長門国正吉郷入江塩浜絵図
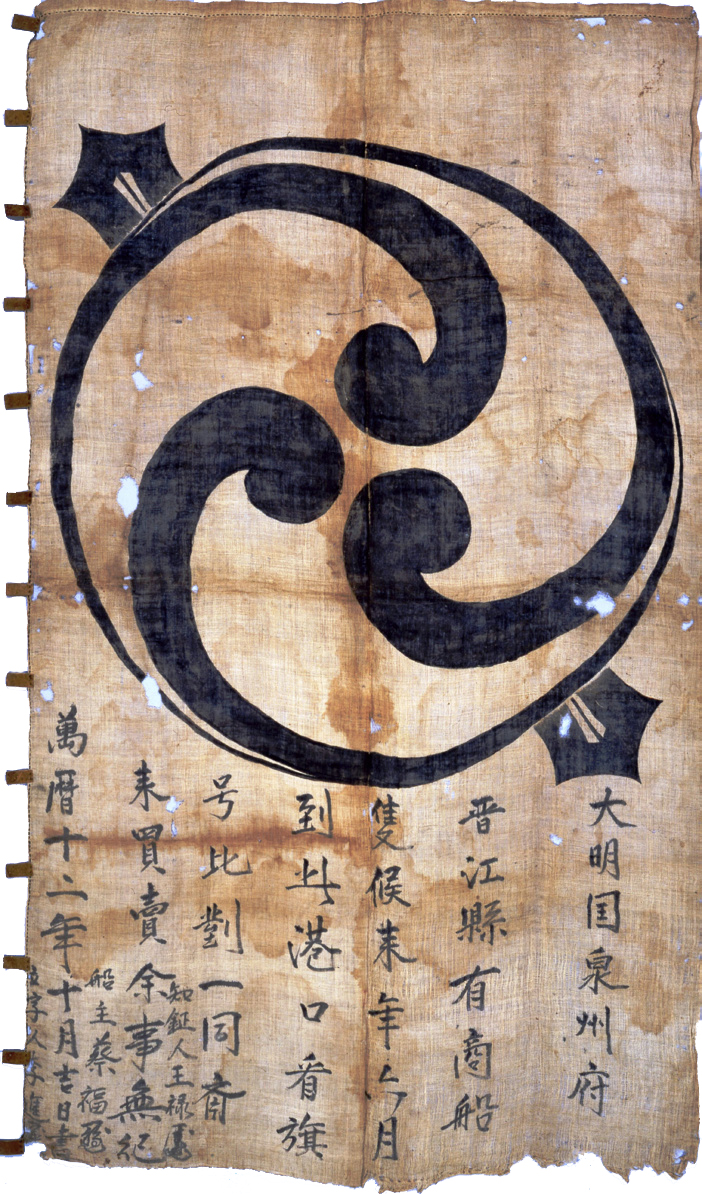
日明貿易船旗（高洲家）
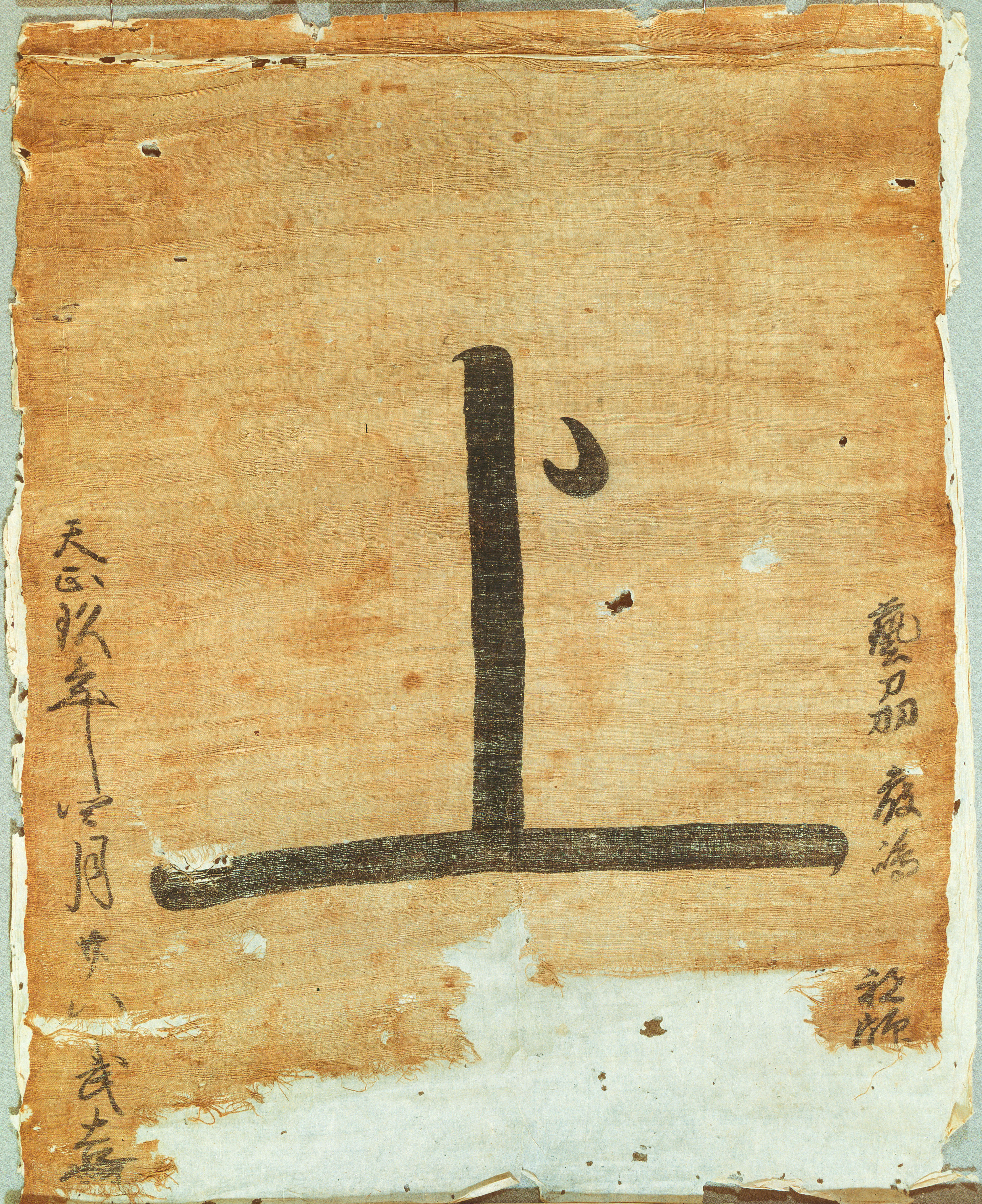
過所船旗（能島村上家）